# Archeoloog

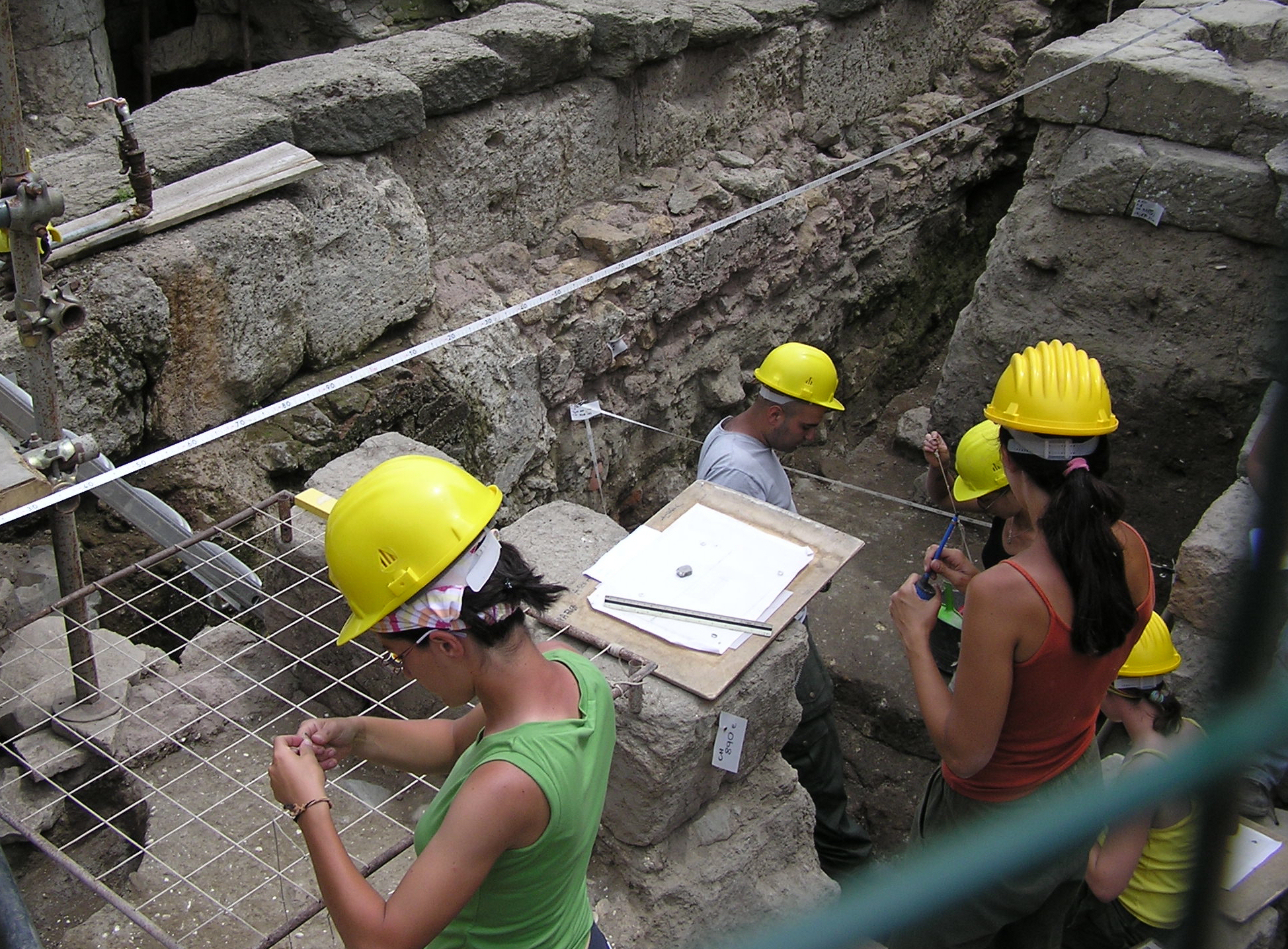
Archeologen aan het werk op het Forum Romanum, Rome (2007)

Een archeoloog, archeologe of oudheidkundige is iemand die zich beroepshalve met archeologie bezighoudt. Archeologie is een wetenschap; de professionele archeoloog heeft dan ook vaak een wetenschappelijke opleiding (universitaire studie) gevolgd. Ook mensen die als amateur (vanuit een hobby) een bijdrage leveren aan archeologisch onderzoek, zoals leden van de Archeologische Werkgemeenschap Nederland (AWN), worden wel archeologen genoemd. ‘Archeoloog’ is geen beschermde titel; in principe kan iedereen zich archeoloog noemen.

## Werkterrein
Wie archeologie bedrijft, houdt zich in reguliere zin bezig met de studie van menselijk handelen in het verleden, de materiële resten die dit heeft achtergelaten (aardewerk, vuursteen, etcetera), de landschappelijke omgeving (vegetatie, klimaat, bodem, geografie) en de sociale en immateriële belevingswereld (culturen, uitwisseling, migraties). Hij of zij wil het menselijk verleden reconstrueren en duiden en via publicaties, lezingen en tentoonstellingen de opgedane kennis en inzichten delen met vakgenoten en het grote publiek. Een kenmerkend verschil met andere specialisten die zich met het menselijk verleden bezighouden, zoals historici, is dat in het archeologisch onderzoek materiële overblijfselen (artefacten, architectonische resten, enzovoorts) doorgaans een relatief prominente rol spelen. Dit betekent overigens niet dat de archeoloog uitsluitend voorwerpen en monumenten bestudeert, of dat zijn onderzoek zich enkel op schriftloze culturen richt; om wetenschappelijke vragen zo goed mogelijk te kunnen beantwoorden gebruikt hij vaak verschillende soorten bronnen (historische documenten, inscripties en dergelijke) en methodes. Opgraven is een belangrijke manier om nieuwe gegevens te genereren, maar vormt slechts een deel van het archeologisch onderzoek – sommige archeologen verrichten zelfs helemaal geen veldwerk – en is geen doel op zich. Een groot deel van de arbeid gebeurt aan de schrijftafel. Naast archeologen die zich bezig houden met het verre verleden zijn er ook steeds meer mensen die studie doen aan het recente verleden onder de noemers historische archeologie en contemporaine archeologie.
De meeste archeologen zijn werkzaam bij archeologisch adviesbureaus. Andere archeologen zijn werkzaam bij overheden of overheidsdiensten (bijvoorbeeld de Rijksdienst voor het Cultureel Erfgoed), musea, stichtingen, of bij universiteiten en/of andere onderzoeksinstellingen. In tegenstelling tot de professionele archeologen hebben amateurarcheologen geen universitaire of hbo scholing in de archeologie gehad. Zij deden, gedreven door een passie voor het verleden en de archeologische praktijk, hun kennis op door zelfstudie en in de praktijk. Amateurs van de AWN vervulden een belangrijke rol in de archeologie, bijvoorbeeld als vrijwilligers bij archeologische opgravingen. Door de professionalisering en commercialisering in de archeologie vanaf de jaren 1990 is die rol sterk verminderd. Wel kwam er een algemene wettelijke vrijstelling voor metaaldetector-amateurs tot 30 cm diep. Deze verandering is ingevoerd bij de overgang van de Monumentenwet naar de Erfgoedwet. Sinds 2016 is er de database Portable Antiquities Netherlands waarin particulieren vondsten kunnen vastleggen.

## Bekende archeologen
- Caspar Reuvens, de (Nederlandse) eerste hoogleraar in de archeologie ter wereld
- Gertrude Bell, oprichtster van de British School of Archaeology in Iraq
- Lewis Binford, vanwege zijn studies op het gebied van archeologische theorievorming
- Howard Carter, vanwege zijn ontdekking van het graf van Toetanchamon
- Arthur John Evans, bekend door zijn opgraving van het paleis van Knossos
- Kathleen Kenyon, bekend door haar opgravingen in Jericho
- Max Mallowan, gespecialiseerd in het oude Midden-Oosten
- William Flinders Petrie, die vorm gaf aan de Egyptische archeologie
- Massimo Pallottino, die een belangrijke bijdrage leverde aan de moderne etruscologie en de archeologie van pre-Romeins Italië
- Heinrich Schliemann, die de stad Troje herontdekte (hij deed dit overigens voordat de archeologie in de moderne zin des woords bestond)
- George Simon, bekend van het Berbice archeologieproject
- Christian Jürgensen Thomsen, die de indeling steentijd, bronstijd, ijzertijd bedacht
- Leonard Woolley en zijn vrouw Katharine Woolley, bekend door de ontdekking van de koningsgraven van Ur
- Jens Jacob Worsaae vanwege zijn onderzoek in Denemarken

Bekende fictieve archeologen zijn de door Harrison Ford gespeelde Indiana Jones uit de gelijknamige films van Steven Spielberg en Lara Croft uit het computerspel Tomb Raider en de daarop gebaseerde films.